# Antoine Védrenne
Antoine Erneste Védrenne (ur. 17 grudnia 1878 w Castillon-la-Bataille, zm. 13 stycznia 1937 tamże) – francuski wioślarz, brązowy medalista olimpijski.
Wystąpił na igrzyskach olimpijskich w Paryżu w 1900, gdzie razem z Carlosem Deltourem zdobył brązowy medal w dwójkach ze sternikiem. W finale wyprzedzili ich François Brandt i Roelof Klein oraz Lucien Martinet i René Waleff. Był to jego jedyny start olimpijski.
W dwójkach ze sternikiem zdobył też srebro na mistrzostwach Europy w Pallanzy w 1897 roku i złoto na mistrzostwach Europy w Ostendzie dwa lata później, ponadto wywalczył złoto w dwójkach podwójnych na mistrzostwach Europy w Paryżu w 1900 roku i mistrzostwach Europy w Paryżu w 1904 roku, a także brązowy medal w ósemkach na mistrzostwach Europy w Wenecji w 1903 roku.